# Braunsfeld (Köln)
Braunsfeld ist ein Stadtteil im linksrheinischen Westen von Köln, im Stadtbezirk Lindenthal.

## Lage
Der Stadtteil grenzt im Osten und Süden an Lindenthal, im Westen an Müngersdorf und im Norden an Ehrenfeld. Der unmittelbar östlich von Braunsfeld gelegene Melatenfriedhof gehört zum Stadtteil Lindenthal, dessen eigentliches Zentrum jedoch weiter südlich liegt.

## Geschichte
Durch das heutige Braunsfeld führt in West-Ost-Richtung die Aachener Straße. Dabei handelt es sich um eine der römischen Hauptverbindungsstraßen, welche von Köln über Jülich, Maastricht und Tongern bis zur Kanalküste in Boulogne-sur-Mer führte. Das Gebiet war in römischer Zeit besiedelt. So wurde dort eine Villa rustica gefunden, zu der mehrere römische Gräber gehören. Diese waren teilweise mit wertvollen Grabbeigaben ausgestattet, das bekannteste Stück davon ist wohl der im Römisch-Germanischen Museum Köln ausgestellte Diatretbecher.
Im Mittelalter befand sich etwa an der Stelle des heutigen Melatenfriedhofs die Kölner Hinrichtungsstätte sowie spätestens im 12. Jahrhundert ein Hospital für Aussatzkranke.
Ansonsten wurde das Gebiet lange Zeit nur landwirtschaftlich genutzt.
1804 verboten die Franzosen aus hygienischen Gründen die bis dahin üblichen Beisetzungen auf den Kirchhöfen in der Stadt. So wurde bald darauf der Friedhof Melaten als erster großer Friedhof Kölns eröffnet.
1862 erwarb der Kölner Fuhrunternehmer Ferdinand Braun große Ländereien in diesem Gebiet, um dort eine Ziegelei für die Bedürfnisse der schnell wachsenden Stadt Köln und ihrer Vororte zu errichten. Die dafür erforderlichen Arbeiter wurden in neu errichteten Siedlungshäusern in der Nähe angesiedelt. Da die Grundstücke ebenfalls auf den Feldern lagen, welche Braun gehörten, sagten die Arbeiter, sie wohnten auf Brauns Feld. Daher kommt der Name des Stadtteils.
Bereits 1877 wurde der Friedhof Melaten mit einer Pferdebahnlinie an die Stadt angeschlossen. Diese Linie wurde 1886 bis Müngersdorf verlängert.
Braunsfeld gehörte im 19. Jahrhundert zur Gemeinde Kriel in der Bürgermeisterei Efferen des Landkreises Köln. Zusammen mit der gesamten Gemeinde Kriel wurde Braunsfeld 1888 in die Stadt Köln eingemeindet.
Gegen Ende des 19. Jahrhunderts wurde der Garten einer Bankiersvilla zum öffentlichen Park, dem Stadtwald, umgewandelt. Rund um diesen Park entstand eine Villensiedlung, deren nördlicher Teil zum Stadtteil Braunsfeld gehört.
Westlich und nördlich des Melatenfriedhofs entstand in den folgenden Jahrzehnten eine gemischte Bebauung mit zahlreichen kleineren Industrie- und Gewerbebetrieben, während sich entlang der Aachener Straße und südlich davon überwiegend Wohnhäuser befinden.
Am 5. September 1977 wurde in Braunsfeld in der Vincenz-Statz-Straße Hanns Martin Schleyer von der Rote Armee Fraktion entführt, wobei seine vier Begleiter von den Terroristen getötet wurden.

## Bevölkerungsstatistik
Struktur der Bevölkerung von Köln-Braunsfeld (2021):
- Durchschnittsalter der Bevölkerung: 42,4 Jahre (Kölner Durchschnitt: 42,3 Jahre)
- Ausländeranteil: 10,4 % (Kölner Durchschnitt: 19,3 %)
- Arbeitslosenquote: 4,4 % (Kölner Durchschnitt: 8,6 %)

## Infrastruktur

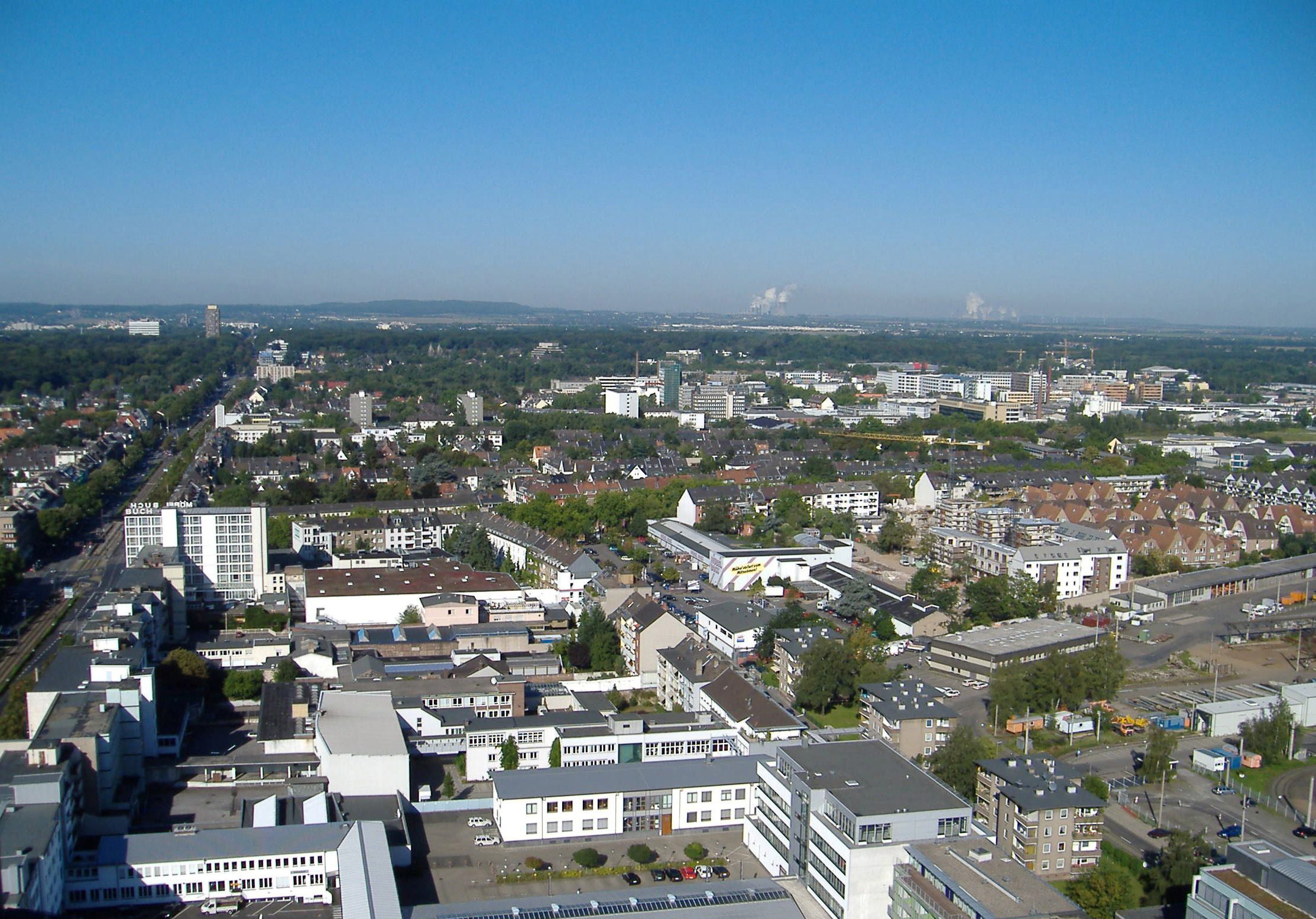
Blick über Braunsfeld, hinten rechts: Gewerbegebiet Müngersdorf

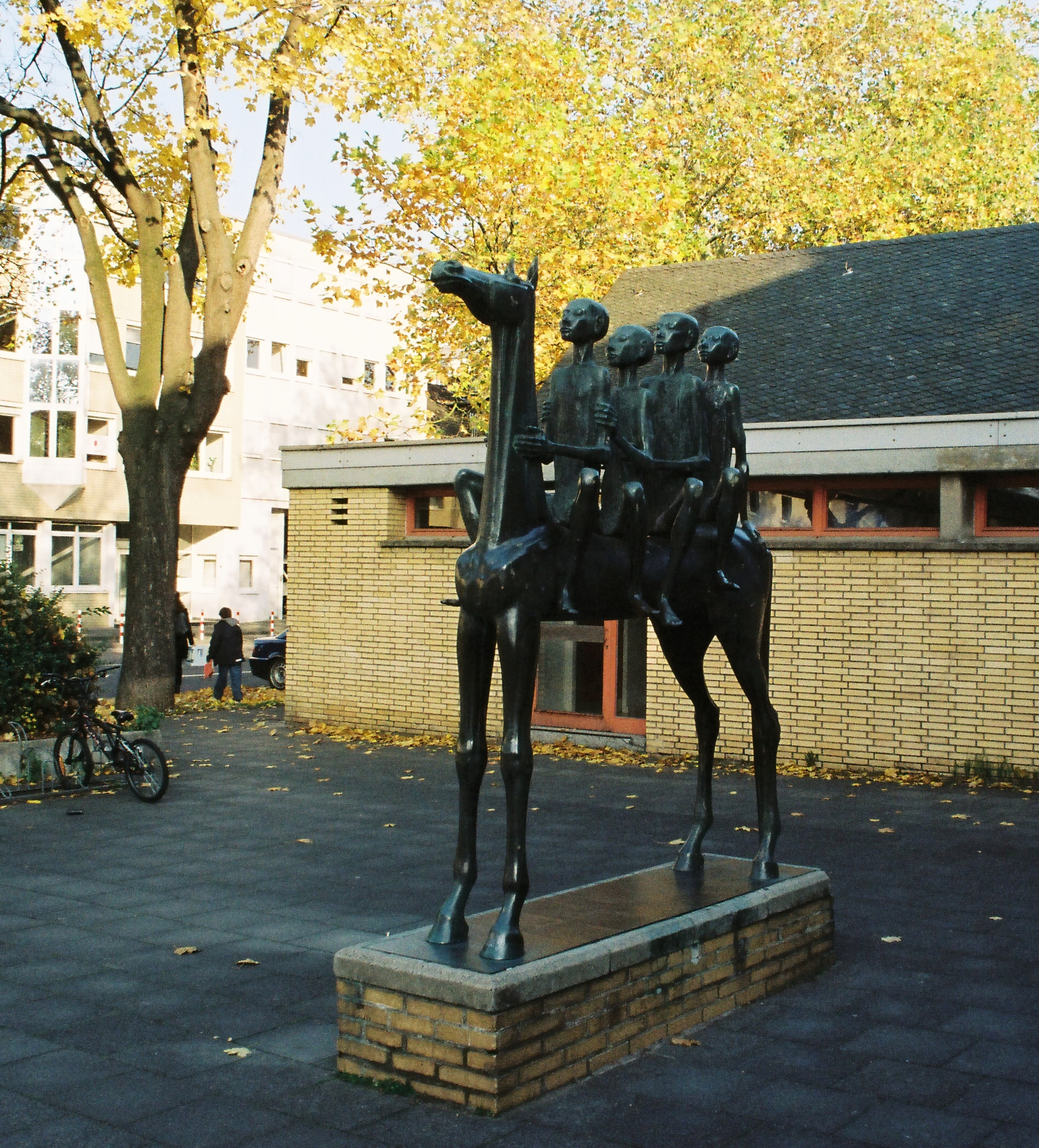
„Die vier Haimonskinder“, Figurengruppe aus Bronze vor der Schule Geilenkircher Straße in Braunsfeld; 1969 geschaffen von dem Bildhauer Heinz Klein-Arendt

### Verkehr
Auf der Aachener Straße verkehren die Stadtbahnlinien 1 und 7, welche eine häufige und schnelle Anbindung an das Stadtzentrum gewährleisten. Die Linie 13 umfährt die Stadt halbkreisförmig und führt dabei ebenfalls durch Braunsfeld.
Auch einige Buslinien sorgen für die verkehrliche Erschließung.
Am nordwestlichen Rand des Stadtteils befindet sich der S-Bahn-Haltepunkt Köln-Müngersdorf Technologiepark. Hier halten die S-Bahn-Linien 12 und 19.
Für den Autoverkehr dienen die Aachener Straße, der Gürtel und die Innere Kanalstraße als Zubringer- und Verteilerstraßen.

### Gewerbe
Namhafte Unternehmen haben sich in Braunsfeld niedergelassen, so befand sich hier bis 1999 der Stammsitz der Marke Afri-Cola.
Ebenso war hier über Jahrzehnte die deutsche Zentrale des Schallplattenkonzerns EMI-Electrola zu finden. An der Kreuzung Aachener Straße/Melatengürtel befindet sich das 1970 bezogene Verwaltungshochhaus der Deutschen Krankenversicherung (DKV / Jetzt ERGO), das vor wenigen Jahren erweitert wurde.
Auch die Kölner Verkehrs-Betriebe (KVB) haben in Braunsfeld nicht nur einen ihrer Straßenbahn-Betriebshöfe, sondern auch die Hauptverwaltung.
Für kleinere Betriebe aus dem Hochtechnologiebereich wurde in den 1990er Jahren der Technologiepark Braunsfeld eingerichtet.

### Soziale Einrichtungen und Kirchen
An der Aachener Straße befindet sich das Dreifaltigkeitskrankenhaus.
Im Stadtteil gibt es eine evangelische Kirche, die 1951 eingeweihte Clarenbach-Kirche. Sie ist nach Adolf Clarenbach benannt, der wegen seines gescheiterten Versuchs, in der Stadt Köln die Reformation einzuführen, 1529 auf Melaten hingerichtet wurde.
Eine katholische Kirche gibt es ebenfalls im Stadtteil: St. Joseph, deren Vorgänger 1944 dem Zweiten Weltkrieg zum Opfer fiel. St. Joseph wurde nach einem Entwurf des Architekten Rudolf Schwarz Mitte der 1950er Jahre erbaut. Darüber hinaus ist die katholische Kirche Christi Auferstehung, ein 1971 geweihter Bau von Gottfried Böhm, heute Filialkirche des Seelsorgebereichs Braunsfeld; sie ist aber im Stadtteil Lindenthal gelegen.
Weiterhin befindet sich die Bundeszentrale der Alevitischen Gemeinde Deutschland und des mit ihr in Kooperation befindlichen Fernsehsenders Yol TV in der Stolberger Straße.

### Schulen
- Geilenkircher Straße, eine Gemeinschafts-Grundschule

## Vereine
Die Große Braunsfelder Karnevalsgesellschaft von 1976 e. V. wurde im Kölner Stadtteil Braunsfeld gegründet und unterhält heute im Köln-Braunsfelder Technologiepark eine Geschäftsstelle und ein Casino.

## Persönlichkeiten
- Hans Elfgen (1889–1968), Regierungspräsident des Regierungsbezirks Köln.
- Joseph Frings (1887–1978), Erzbischof von Köln; war Pfarrer von 1924 bis 1937 Pfarrer an St. Joseph.
- Hans Imhoff (1922–2007), Schokoladen-Fabrikant. Er gründete das nach ihm benannte Imhoff-Schokoladenmuseum in Köln und lebte in Braunsfeld
- Irmgard Keun (1905–1982), Schriftstellerin und NS-Opfer; lebte von 1940 bis 1945 unter dem Namen Charlotte Tralow in Köln-Braunsfeld im Haus ihrer Eltern
- Alfred Kuttenkeuler (1870–1949), Jurist und Politiker.
- Eduard Schneider-Davids (1869–1970), Ingenieur, Baurat und westfälischer Heimatschriftsteller.
- Guido Westerwelle (1961–2016), Politiker.